# Bruno Benuzzi
Bruno Benuzzi, né le 20 mai 1930 à Dro, est un coureur cycliste d’origine italienne, naturalisé français en 1955. Professionnel de 1953 à 1955,, il a notamment remporté le Tour de l'Ouest en 1953.

## Biographie
Né à Dro en Italie, Bruno Benuzzi s'établit en France en 1946. En catégorie amateurs, il court à la Pédale mosellane puis à la Jeunesse sportive Audunoise avant de s'installer à Tucquegnieux. Vainqueur de Luxembourg-Nancy, il passe professionnel dans le courant de l'année 1953 et s'illustre en remportant le Tour de l'Ouest, une course par étapes réputée. Pendant sa carrière professionnelle, il participe à plusieurs courses renommées comme Milan-San Remo, Paris-Tours ou le Critérium du Dauphiné. Il est même sélectionné dans l'équipe régionale du Nord-Est pour le Tour de France 1954, mais n'en prend finalement pas le départ. Il acquiert la nationalité française le 28 octobre 1955,. 
Il continue chez les indépendants, remportant notamment deux étapes de la première édition du Circuit des mines en 1956, avant de raccrocher le vélo en 1962. Après sa carrière, il devient cuisinier à Tucquegnieux et organisateur de courses, créant notamment le Tour de Lorraine juniors. 

## Palmarès
- 1952
  - 1re étape d'Épinal-Vesoul-Épinal
- 1953
  - Luxembourg-Nancy
  - Classement général du Tour de l'Ouest
  - 2e du Tour de la Haute-Marne
- 1954
  - 4e étape du Tour d'Alsace-Lorraine
- 1955
  - 1re étape du Circuit de la Meuse
- 1956
  - 2ea et 4eb étapes du Circuit des mines[4]
  - 3e et 4e étapes du Circuit des Ardennes
  - 2e du Circuit des Hautes-Vosges
- 1959
  - 2e du championnat de Lorraine indépendants